# 中東呼吸綜合症冠狀病毒
中東呼吸系統綜合症冠狀病毒是導致中東呼吸系統綜合症的病原體（英文縮寫： 或代號：『HCoV-EMC/2012』）引起，有別於嚴重急性呼吸系統綜合症冠狀病毒和普通傷風冠狀病毒。中東冠狀病毒具單鏈核糖核酸，為冠狀病毒屬的新成員，按基因組區別被分為了甲、乙兩大系統發生分支；最早期的感染病例是由甲類病毒造成，與後來的不同。
中東冠狀病毒主要襲擊支氣管上的無纖毛上皮細胞。它能避開宿主體內的起始免疫反應，並阻止免疫細胞分泌干擾素。此向性在眾多呼吸系統病毒裡實屬獨特，因為其他病毒大多都襲擊纖毛上皮細胞。

## 傳播途徑
2010年至2013年间进行的一项研究，在310头单峰骆驼的身上评估MERS的发病率，揭示出MERS冠状病毒中和抗体在这些动物的血清中的滴度高。进一步对沙特单峰骆驼鼻拭子上的MERS冠状病毒进行的研究测序，发现它们的序列与以前的人类测序隔离。从个别骆驼的身上还发现鼻咽处有一个以上的基因组变体。据报一名沙特男子给几头生病骆驼的鼻子敷药后七天发病，后来他和一只骆驼都被发现带有相同的MERS冠状病毒毒株。现在尚未明确病毒从骆驼传播给人类的方法。世界卫生组织建议避免接触骆驼，只吃全熟的骆驼肉，用巴氏法杀毒的駱駝奶，避免饮用骆驼尿。骆驼尿被认为是各种中东疾病的治疗药物。沙特农业部建议人们避免接触骆驼，或是在接触时佩戴呼吸面罩。有些人不听政府的意见，亲吻了骆驼以表蔑视。
有限的证据表明MERS冠状病毒不会在人与人间持续传播，无论是在家里或是在医院等卫生保健机构。大多数的传播发生在“密切接触医疗机构或居家危重病人的情况下”，并没有症状表明会传播给无症状感染者。群集范围从1人到26人，平均数为2.7。

## 外部連結
- Emergence of the Middle East Respiratory Syndrome Coronavirus（页面存档备份，存于）
- MERS-CoV Complete Genome（页面存档备份，存于）
- Emerging viruses
- Molecular Illustration of MERS-Coronavirus（页面存档备份，存于）
- Philippines still MERS-CoV free – DOH（页面存档备份，存于）